# Icewind Dale (bogserie)
 For alternative betydninger, se Icewind Dale. (Se også artikler, som begynder med Icewind Dale)
The Icewind Dale Trilogy er en serie fantasy-romaner skrevet af R.A. Salvatore. Bøgerne foregår i Forgotten Realms-universet og er de først udgivne der omhandler mørk-elveren Drizzt Do'Urden.
De tre bind i serien er
1. The Crystal Shard (1988)
2. Streams of Silver (1989)
3. The Halfling's Gem (1990)

| Bog | Spire Denne artikel om bøger og tidsskrifter er en spire som bør udbygges. Du er velkommen til at hjælpe Wikipedia ved at udvide den. |